# Евро-6
Евро-6 — экологический стандарт, регулирующий содержание вредных веществ в выхлопных газах.
Изначально предполагалось, что данный стандарт экологических норм вступит в силу в Европе 31 декабря 2013 года, но впоследствии его введение было отложено на 2015 год.
По своим требованиям Евро-6 близок к действующему с 2010 года экологическому стандарту EPA10 в США и японскому Post NLT. Новый европейский стандарт облегчит согласованную разработку будущих единых норм.
Согласно нормам Евро-6, выбросы углекислого газа новыми легковыми автомобилями должны составлять не более 130 граммов на километр пути.
В таблице ниже приведены предыдущие экологические стандарты для легковых автомобилей в сравнении с Евро-6 (в единицах г/км):
| Экологический стандарт    | Оксид углерода(II) (CO) | Углеводород | Летучие органические вещества | Оксид азота (NOx) | HC+NOx      | Взвешенные частицы (PM) |
| ------------------------- | ----------------------- | ----------- | ----------------------------- | ----------------- | ----------- | ----------------------- |
| Для дизельного двигателя  |                         |             |                               |                   |             |                         |
| Евро-1                    | 2,72 (3,16)             | -           | -                             | -                 | 0,97 (1,13) | 0,14 (0,18)             |
| Евро-2                    | 1,00                    | -           | -                             | -                 | 0,7         | 0,08                    |
| Евро-3                    | 0,64                    | -           | -                             | 0,50              | 0,56        | 0,05                    |
| Евро-4                    | 0,50                    | -           | -                             | 0,25              | 0,30        | 0,025                   |
| Евро-5                    | 0,50                    | -           | -                             | 0,18              | 0,23        | 0,005                   |
| Евро-6                    | 0,50                    | -           | -                             | 0,08              | 0,17        | 0,005                   |
| Для бензинового двигателя |                         |             |                               |                   |             |                         |
| Евро-1                    | 2,72 (3,16)             | -           | -                             | -                 | 0,97 (1,13) | -                       |
| Евро-2                    | 2,2                     | -           | -                             | -                 | 0,50        | -                       |
| Евро-3                    | 2,3                     | 0,2         | -                             | 0,15              | -           | -                       |
| Евро-4                    | 1,0                     | 0,1         | -                             | 0,08              | -           | -                       |
| Евро-5                    | 1,0                     | 0,1         | 0,068                         | 0,06              | -           | 0,005**                 |
| Евро-6                    | 1,0                     | 0,1         | 0,068                         | 0,06              | -           | 0,005**                 |
| Евро-6D temp              | 1,0                     | 0,1         | 0,068                         | 0,06              | -           | 0,0045**                |

Также существует система нормирования качества автомобильного топлива, в соответствии с которой выделяют экологические классы топлива. На текущий момент на территории ЕАЭС регламентирован выпуск топлива классов Евро-3, Евро-4 и Евро-5. Требования к выпускаемым классам топлива устанавливаются техническим регламентом. Нормативные значения характеристик топлива экологического класса Евро-6 на данный момент не разработаны.

Если сравнить Евро-5 и Евро-6 для различных типов автомобилей, можно увидеть любопытную особенность. Евро-6 практически не меняет нормативы для бензиновых двигателей. Дизели, наоборот, попали под серьезнейший удар из-за оксидов азота, вырабатываемых ими в большом объеме.

## Евро-7
Ожидается принятие Euro-7 в 2025 году.